# Thermopolis
Thermopolis (arapaho: Xonoú'oo') és un poble i seu del comtat de Hot Springs a l'estat de Wyoming dels Estats Units d'Amèrica.

## Demografia
Segons el cens dels Estats Units del 2000 tenia 3.172 habitants, 1.342 habitatges, i 849 famílies. La densitat de població era de 514,6 habitants/km².
Dels 1.342 habitatges en un 26,8% hi vivien nens de menys de 18 anys, en un 52% hi vivien parelles casades, en un 8,9% dones solteres, i en un 36,7% no eren unitats familiars. En el 32,1% dels habitatges hi vivien persones soles el 13,9% de les quals corresponia a persones de 65 anys o més que vivien soles. El nombre mitjà de persones vivint en cada habitatge era de 2,26 i el nombre mitjà de persones que vivien en cada família era de 2,86.
Per edats la població es repartia de la següent manera: un 22,5% tenia menys de 18 anys, un 6,4% entre 18 i 24, un 23,2% entre 25 i 44, un 26,9% de 45 a 60 i un 21% 65 anys o més.
L'edat mediana era de 44 anys. Per cada 100 dones de 18 o més anys hi havia 87,3 homes.
La renda mediana per habitatge era de 29.205 $ i la renda mediana per família de 38.448 $. Els homes tenien una renda mediana de 26.824 $ mentre que les dones 18.438 $. La renda per capita de la població era de 16.648 $. Entorn del 8,3% de les famílies i el 10,1% de la població estaven per davall del llindar de pobresa.

## Poblacions properes
El següent diagrama mostra les poblacions més properes.